# Heterogenitet
Heterogenitet (av heterogen från grekiska ἕτερος, heteros, ”annan, olika” och γένος, genos, ”slag, sort”) beskriver inom olika vetenskaper ett tillstånd där ett objekt består av olika skilda komponenter. Inom kemin betyder heterogen blandning en blandning av två ämnen, där dessa trots att de är blandade inte bildar en ny enhet, utan fortfarande är tydligt åtskiljbara, som till exempel en heterogen blandning av olja och vatten. Inom socialvetenskaper pratar man om heterogena grupper, grupper där individer eller undergrupper skiljer sig mycket åt. Motsatsen till heterogen är homogen.

## Vetenskapsmetodik
Olika studier skiljer sig oftast från varandra med avseende på upplägg, stickprovets eller studiepopulationens sammansättning, kontext (sammanhang), interventionernas exakta innehåll, kontrollvillkoren, sättet att mäta effekterna, studiedesign och annat. Detta leder till så kallad heterogenitet och innebär att de olika studierna kan såväl över- som underskatta den relevanta effekten.
Vid metaanalys bör studier som är för heterogena inte slås ihop i analysen. Orsaken är att man då dels får en variation som beror på annat än det som ska undersökas, vilket kan dölja verkliga effekter, dels att man riskerar att dra felaktiga slutsatser från datan. Det finns vid metaanalys olika sätt att mäta heterogeniteten av ingående studier.